# Groeve

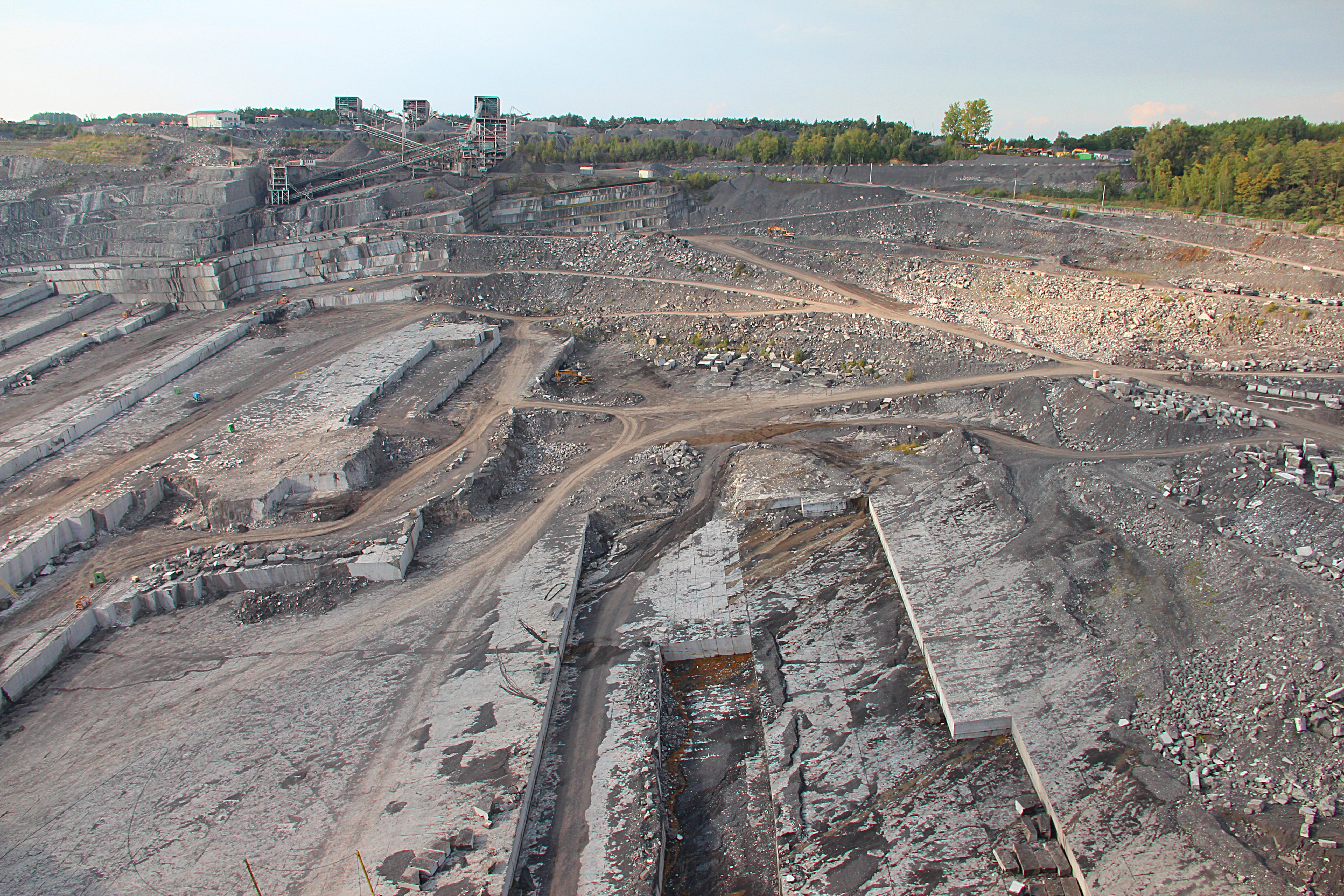
Steengroeve van Zinnik, Henegouwen, België.

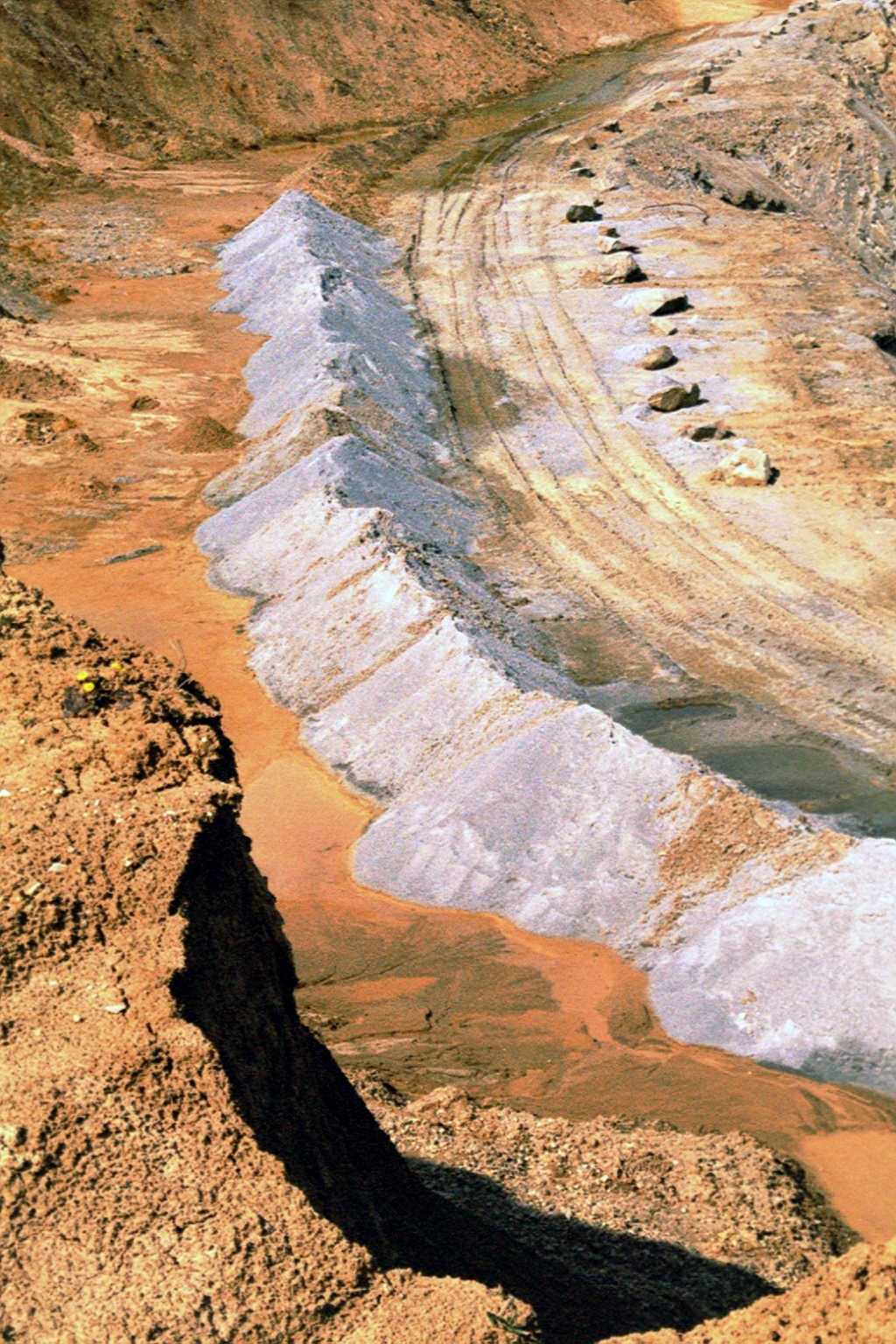
Steengroeve

Een groeve is een vorm van mijnbouw waarin zand, (natuur)steen, koolwaterstoffen of mineralen wordt gedolven. Bepaalde vormen van een groeve zijn de  kleiput of de steengroeve. Steengroeven worden meestal gebruikt voor het verkrijgen van bouwmaterialen, zoals natuursteen en kunnen zowel horizontaal als verticaal worden gegraven. 
Groeves kunnen zowel bovengronds in de open lucht (dagbouw) als ondergronds als mijn als aangelegd worden. Een voorbeeld van een bovengrondse groeve is de ENCI-groeve, een voorbeeld van een ondergrondse groeve is de Geulhemmergroeve, een ondergrondse kalksteengroeve.

## Dwangarbeid

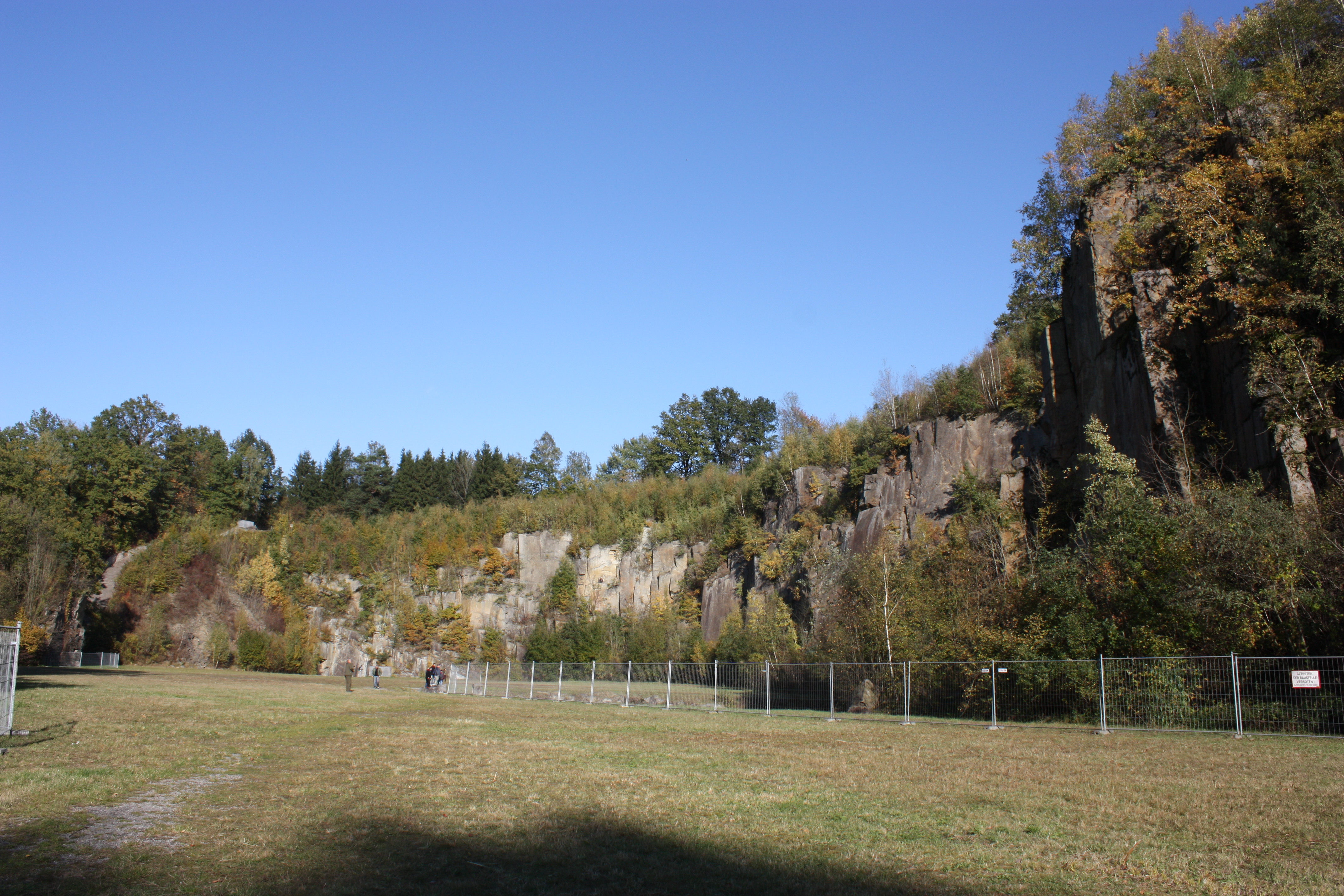
Steinbruch Wiener Graben

Tijdens het nazisme werden vele dwangarbeiders tewerkgesteld in steengroeven in Oostenrijk. Hier moesten zij in onmenselijke omstandigheden natuursteen delven. Een beruchte steengroeve was de "Steinbruch Wiener Graben" in Mauthausen, waar honderen dwangarbeiders omkwamen.

## Bekende groeven
Een bekende Nederlandse groeve is de ENCI-groeve bij Maastricht waar sinds 1926 mergel wordt gewonnen voor de cement-industrie. In de kalksteengroeve in Winterswijk kan men zoeken naar fossielen en mineralen. De Heimansgroeve is een voormalige leisteengroeve in het zuiden van Limburg. Zilverzandgroeven bevinden zich met name nabij Heerlerheide.
In de Ardennen bevinden zich ook veel groeven, waarvan vele al gesloten zijn. Toch wordt er nog steeds Belgisch hardsteen (kolenkalk of petit granit) gewonnen. Deze Carboon kalksteen vindt men overal terug als decoratiemateriaal in gevels, vensterbanken en als straat- en stoeptegels.
Een andere bekende vorm van een groeve is de bruinkoolgroeve, waarvan er zich veel net over de grens in Duitsland en in Tsjechië bevinden.

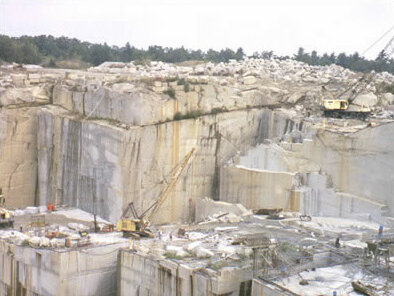
Steengroeve met dimensiesteen in de VS